# Station Paatei Modi'in
Station Paatei Modi'in (Hebreeuws: תחנת הרכבת פאתי מודיעין Taḥanat HaRakevet Paatey Modi'in) is een treinstation in de Israëlische stad Modi'ien. Het is een station op het traject Nahariya-Modi'in en een van de twee stations in Modi'ien (het andere is Modi'in Centraal). De spoorlijn komt ook langs de internationale luchthaven Ben Gurion in Tel Aviv.

## Geschiedenis
Station Paatei Modi'in werd op 9 januari 2007 geopend voor passagiers.
Tot 2008 was dit station het eindstation van het traject Nahariya-Modi'in.

## Structuur en locatie
Het station ligt aan de regionale weg 431. De sporen en perrons liggen bovengronds. Het station heeft een parkeerplaats. Het station telt twee sporen en twee perrons.

## Lijnen
| Eindbestemming | Vorig station         | Lijn             | Volgend station  | Eindbestemming   |
| -------------- | --------------------- | ---------------- | ---------------- | ---------------- |
| Nahariya       | Luchthaven Ben Gurion | Nahariya-Modi'in | Modi'in Centraal | Modi'in Centraal |